# T-모바일 아레나
T-모바일 아레나(영어: T-Mobile Arena)은 미국 네바다주 패러다이스에 위치한 실내 경기장이다. 현재 NHL 베이거스 골든 나이츠의 홈경기장으로 사용하고 있다.
| NBA 컵 결승전 개최 경기장 |                        |                 |
| 2022년                    | 2023년 T-모바일 아레나 | 2024년          |
|                           | 2023년 T-모바일 아레나 | T-모바일 아레나 |
|                           |                        |                 |
|                           |                        |                 |

| NBA 컵 결승전 개최 경기장 |                        |        |
| 2023년                    | 2024년 T-모바일 아레나 | 2025년 |
| T-모바일 아레나           | 2024년 T-모바일 아레나 | 미정   |
|                           |                        |        |
|                           |                        |        |

## NBA프리시즌 경기
| 날짜             | 팀1                   | 스코어    | 팀2                   |
| ---------------- | --------------------- | --------- | --------------------- |
| 2016년 10월 13일 | 새크라멘토 킹스       | 104 - 116 | 로스앤젤레스 레이커스 |
| 2016년 10월 15일 | 골든스테이트 워리어스 | 112-107   | 로스앤젤레스 레이커스 |
| 2022년 10월 5일  | 피닉스 선스           | 119 - 115 | 로스앤젤레스 레이커스 |
| 2022년 10월 6일  | 미네소타 팀버울브스   | 114 - 99  | 로스앤젤레스 레이커스 |
| 2023년 10월 9일  | 브루클린 네츠         | 126 - 129 | 로스앤젤레스 레이커스 |
| 2024년 10월 15일 | 골든스테이트 워리어스 | 111 - 97  | 로스앤젤레스 레이커스 |
| 2025년 10월 15일 | 댈러스 매버릭스       |           | 로스앤젤레스 레이커스 |

## NBA 컵경기
| 날짜             | 팀1                 | 스코어    | 팀2                   | 비고     |
| ---------------- | ------------------- | --------- | --------------------- | -------- |
| 2023년 12월 7일  | 인디애나 페이서스   | 128 - 119 | 밀워키 벅스           | 준결승전 |
| 2023년 12월 7일  | 뉴올리언스 펠리컨스 | 89 - 133  | 로스앤젤레스 레이커스 | 준결승전 |
| 2023년 12월 9일  | 인디애나 페이서스   | 109 - 123 | 로스앤젤레스 레이커스 | 결승전   |
| 2024년 12월 14일 | 밀워키 벅스         | 110 - 102 | 애틀랜타 호크스       | 준결승전 |
| 2024년 12월 14일 | 오클라호마시티 선더 | 111 - 96  | 휴스턴 로키츠         | 준결승전 |
| 2024년 12월 17일 | 밀워키 벅스         | 97 - 81   | 오클라호마시티 선더   | 결승전   |

## WNBA경기
| 날짜            | 팀1             | 스코어   | 팀2                   | 비교            |
| --------------- | --------------- | -------- | --------------------- | --------------- |
| 2023년 9월 10일 | 뉴욕 리버티     | 85 - 100 | 라스베이거스 에이시즈 | 정규시즌        |
| 2023년 9월 13일 | 시카고 스카이   | 59 - 87  | 라스베이거스 에이시즈 | 플레이오프 게임 |
| 2024년 7월 2일  | 인디애나 피버   | 69 - 88  | 라스베이거스 에이시즈 | 정규시즌        |
| 2024년 9월 3일  | 시카고 스카이   | 71 - 90  | 라스베이거스 에이시즈 | 정규시즌        |
| 2025년 6월 22일 | 인디애나 피버   | 81 - 89  | 라스베이거스 에이시즈 | 정규시즌        |
| 2025년 9월 4일  | 미네소타 링크스 |          | 라스베이거스 에이시즈 | 정규시즌        |
| 2025년 9월 7일  | 시카고 스카이   |          | 라스베이거스 에이시즈 | 정규시즌        |
| 2025년 9월 9일  | 시카고 스카이   |          | 라스베이거스 에이시즈 | 정규시즌        |

## 미국 농구 국가대표팀 평가전
| 날짜            | 팀1                    | 스코어  | 팀2                  |
| --------------- | ---------------------- | ------- | -------------------- |
| 2024년 7월 10일 | 캐나다 농구 국가대표팀 | 72 - 86 | 미국 농구 국가대표팀 |

## 같이 보기
- 얼리전트 스타디움
- MGM 그랜드 가든 아레나
- 미첼롭 울트라 아레나
- 올리언스 아레나